# Tistronskärsbådarna
Tistronskärsbådarna est une île du nord Kvarken à Vaasa en Finlande,.

## Géographie
La superficie de l'île est de 2,2 hectares et sa longueur maximale est de 240 mètres dans la direction nord-sud. 